# Alacska-patak
Az Alacska-patak a Tardonai-dombság területén ered, Alacska településtől nyugatra, Borsod-Abaúj-Zemplén vármegyében, mintegy 220 méteres tengerszint feletti magasságban. A patak forrásától kezdve keleti irányban halad, majd Sajószentpéternél éri el a Sajót.

## Partmenti települések
- Alacska
- Sajószentpéter